# Lunària
Lunària (Lunaria) és un gènere de plantes amb flors dins la família brassicàcia. És nadiu del centre i sud d'Europa. Inclou dues espècies: una d'anual i una altra de perenne, les dues formen part de la vegetació autòctona dels Països Catalans. Les lunàries són cultivades també com a planta ornamental i s'han naturalitzat en moltes zones temperades fora del seu hàbitat originari.